# 西村金三郎

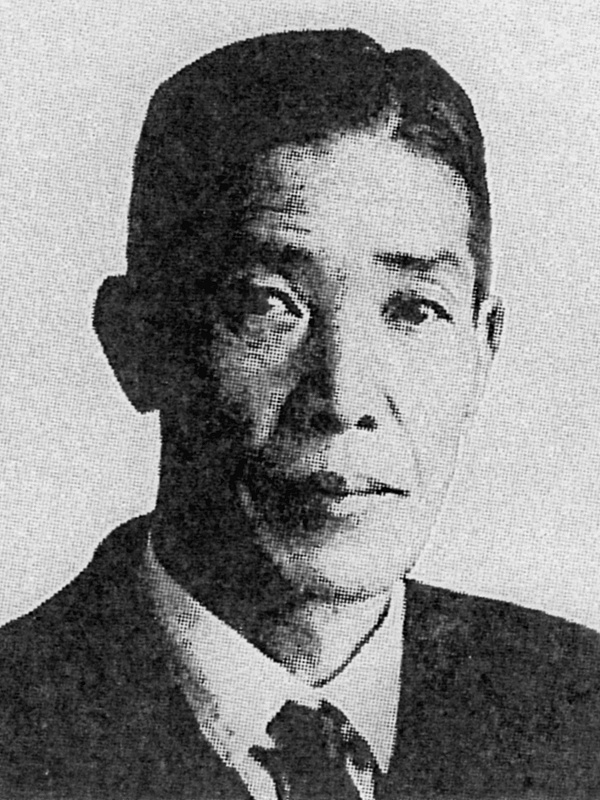
西村金三郎

西村 金三郎（にしむら きんざぶろう、1876年（明治9年）1月24日 - 1957年（昭和32年）12月14日）は、日本の政治家。衆議院議員（3期）。

## 経歴
京都府伊勢田（現宇治市）出身。同志社予備学校、第二高等学校を経て1904年東京帝国大学政治科卒。二高と東大では吉野作造と同期だった。京都市会議員、同府会議員、京都市都市計画委員、同方面委員、同教育会理事長、マスフェックチェーラス生命保険会社日本中央部総支配人、京都同志社理事、同財務部長、両丹電気(株)社長、大門製作所専務取締役となる。
1928年の第16回衆議院議員総選挙で京都1区(当時)から立憲民政党公認で立候補したが落選。1930年の第17回衆議院議員総選挙で初当選。1932年の第18回衆議院議員総選挙で落選。1936年の第19回衆議院議員総選挙で当選。1937年の第20回衆議院議員総選挙で当選。1942年の第21回衆議院議員総選挙では大政翼賛会の推薦を受けたが落選した。終戦後、公職追放となった。1951年追放解除。追放解除後の1957年死去。